# つるのうた3
『つるのうた3』は、2015年5月27日にポニーキャニオンから発売されたつるの剛士のカバーアルバムである。

## 概要
本作でアルバムは5枚目となるが、カバーアルバムとしては4枚目となる（童謡などを歌ったミニアルバムは除く）。
発売日は、つるのの40歳の誕生日の翌日となっている。
「もう少し」は、テレビ朝日で放送されている『musicる TV』内の企画で一般募集された編曲家と製作された楽曲。
「銃爪」では、世良公則とのデュエットになっているが、TBSで放送されている『UTAGE! スペシャル』（2014年9月19日放送）内で一緒に歌唱したのをきっかけにコラボレーションをオファーした。

## 収録楽曲

### CD
1. 雪の華 / 中島美嘉 (2003年)
作詞:Satomi、作曲:松本良喜、編曲:中村圭作、ストリングスレンジ:真部裕
2. GLORIA / ZIGGY (1988年)
作詞・作曲:森重樹一、編曲:若菜拓馬
3. 悲しみにさよなら / 安全地帯 (1985年)
作詞:松井五郎、作曲:玉置浩二、編曲:中村圭作
4. 星のラブレター / THE BOOM (1989年)
作詞・作曲:MIYA、編曲:若菜拓馬
5. 千の風になって / 新井満 (2003年)、秋川雅史 (2006年)
作詞:不詳 (日本語詞:新井満)、作曲:新井満、編曲:若菜拓馬
6. PIECE OF MY WISH / 今井美樹 (1991年)
作詞:岩里祐穂、作曲:上田知華、編曲:中村圭作
7. 君という名の翼 / コブクロ (2006年)
作詞・作曲:小渕健太郎、編曲:山本康太
8. もう少し / Kiroro (2004年)
作詞・作曲:玉城千春、編曲:山本康太
9. fragile / Every Little Thing (2001年)
作詞:持田香織、作曲:菊池一仁、編曲:若菜拓馬
10. 本当の恋 / May J. (2014年)
作詞:渡辺なつみ、作曲:大島こうすけ、編曲:中村圭作、ストリングスレンジ:真部裕
11. 銃爪 feat.世良公則 / 世良公則&ツイスト (1978年)
作詞・作曲:世良公則、編曲:若菜拓馬
12. MY WAY / Frank Sinatra (1969年)
作詞:Lucien Marie Antoine、作曲:Claude Francois & Jacques Revaux、訳詞:中島潤 & 片桐和子、編曲:若菜拓馬

### DVD
1. -Studio Live- 2015.3.26@ポニーキャニオン代々木スタジオ
  1. 雪の華
  2. fragile
  3. GLORIA